# Philothamnus pobeguini
Espèce
Synonymes
- Chlorophis heterodermus pobeguini Chabanaud, 1916

Philothamnus pobeguini est une espèce de serpents de la famille des Colubridae.

## Répartition
Cette espèce est endémique de Guinée.

## Étymologie
Cette espèce est nommée en l'honneur de Pobéguin, qui a collecté l'holotype.

## Publication originale
- Chabanaud, 1916 : Enumération des Ophidiens non encore étudiés de l'Afrique occidentale, appartenant aux Collections du Muséum avec le description des espèces et des variétés nouvelles. Bulletin du Muséum national d'histoire naturelle, Paris, vol. 22, p. 362-382 (texte intégral).